# 野川拓斗
野川 拓斗（のがわ たくと、1991年9月6日 - ）は、埼玉県戸田市出身の元プロ野球選手（投手）。

## 経歴

### プロ入り前
埼玉県戸田市出身。小学4年時に前野町ジャイアンツで野球を始め、戸田市立美笹中では軟式野球部で投手を務めた。 
川口青陵高校では、入学当初は球速は117km/hであり代走要員であったが、週2回ジムに通い急成長を果たし、2年の夏に背番号1を貰った。2年の秋の関東大会では文星芸大附属高校相手に9回2アウトまで無安打無失点ピッチングを披露した。3年の夏は埼玉県大会ベスト4で埼玉栄高校に敗れた。
城西国際大学進学後、1年春からリーグ戦に登板。4年秋には防御率0.38、4勝1敗で奪三振王を獲得するとリーグ優勝に貢献した。
鷺宮製作所入社後、JABA静岡大会で優勝を果たし、第40回社会人野球日本選手権大会では初戦のJFE西日本戦で1回2奪三振無失点のピッチングを見せた。

### DeNA時代
2015年、プロ野球ドラフト会議で横浜DeNAベイスターズから7巡目指名を受け、11月11日に契約金3,000万円、年俸800万円（金額は推定）で仮契約した。背番号は「58」。
2016年は4月10日に一軍登録されると、同月16日のヤクルト戦でプロ初登板。同月26日の横浜スタジアムでの中日戦では1回3奪三振を記録するなど快投を見せたが、5月7日の広島戦で自責点は0ではあるが4失点、登録抹消となりその後の怪我もあってそれ以降の一軍登板は無かった。2軍では19試合に登板し、0勝2敗1セーブ、防御率2.77だった。
2017年は砂田毅樹、エドウィン・エスコバーらが中継ぎ左腕として活躍する中で、一軍登板なしに終わった。11月17日、2018年より背番号が「97」となることが発表された。
2018年も2年連続で一軍登板なしに終わり、同年オフに戦力外通告を受けた。

### 社会人復帰後
2019年に発行された各種のプロ野球選手名鑑でSUNホールディングスと契約し、社会人野球に復帰していたことが判明した。2020年には川口ゴールデンドリームスへ移籍したが、同年3月で退団。大会が延期になったことで公式戦登板できずに退団することとなった。
川口ゴールデンドリームス退団後は千葉県の野田市役所に採用され、軟式野球チームでプレー。同年の天皇賜杯千葉県大会にも出場している。

## 選手としての特徴・人物
最速146km/hを記録した勢いのある直球とキレの良いスライダーで強気に勝負する本格派左腕。
「おたくと」というニックネームを持つほどのゲーム、アニメ好き。好きなアニメの一つに『俺、ツインテールになります。』を挙げており、2017年シーズンまで、登場曲には同アニメのオープニングテーマを使用していた。ツインテールのキャラクターが好みで、『ラブライブ!』では矢澤にこ推し、入寮の際ははちゅねミクのぬいぐるみを抱えていた。
プロ入り1年目の開幕直前、球団の親会社であるDeNAの運営するサブカルチャーニュースアプリ『ハッカドール』のキャラクターを練習用グラブにプリントしたいと提案し、7月にDeNAからハッカドール1号をプリントした練習用グラブが贈られている。その後、2017年の春季キャンプ時にはハッカドール3号をプリントした練習用グラブも贈られたようで、更には通常のグラブでも掌の部分にハッカドール1号の刺繍が入っていた。

## 詳細情報

### 年度別投手成績
| 年 度    | 球 団    | 登 板 | 先 発 | 完 投 | 完 封 | 無 四 球 | 勝 利 | 敗 戦 | セ 丨 ブ | ホ 丨 ル ド | 勝 率 | 打 者 | 投 球 回 | 被 安 打 | 被 本 塁 打 | 与 四 球 | 敬 遠 | 与 死 球 | 奪 三 振 | 暴 投 | ボ 丨 ク | 失 点 | 自 責 点 | 防 御 率 | W H I P |
| -------- | -------- | ----- | ----- | ----- | ----- | -------- | ----- | ----- | -------- | ----------- | ----- | ----- | -------- | -------- | ----------- | -------- | ----- | -------- | -------- | ----- | -------- | ----- | -------- | -------- | ------- |
| 2016     | DeNA     | 6     | 0     | 0     | 0     | 0        | 0     | 0     | 0        | 0           | ----  | 34    | 7.0      | 7        | 0           | 6        | 0     | 1        | 7        | 0     | 0        | 6     | 2        | 2.57     | 1.86    |
| NPB：1年 | NPB：1年 | 6     | 0     | 0     | 0     | 0        | 0     | 0     | 0        | 0           | ----  | 34    | 7.0      | 7        | 0           | 6        | 0     | 1        | 7        | 0     | 0        | 6     | 2        | 2.57     | 1.86    |

- 2018年度シーズン終了時

### 記録
- 初登板：2016年4月16日、対東京ヤクルトスワローズ4回戦（松山中央公園野球場）、8回裏に3番手で救援登板・完了、1回無失点
- 初奪三振：同上、8回裏に坂口智隆から空振り三振

### 背番号
- 58 （2016年 - 2017年）
- 97 （2018年）
- 1 （2019年 - ）

### 登場曲
- 『ギミー!レボリューション』内田真礼（2016年 - 2017年）
- 『ミカヅキ』 さユり (2018年）